# 萊夫利角
萊夫利角（英語：Lively Point），是南極洲的海岬，位於雷諾島南端，屬於比斯科群島的一部分，在1832年由英國探險隊發現，現時由南極條約體系管理。